# Papuaweihe
Die Papuaweihe (Circus spilothorax) ist ein auf Neuguinea endemischer Greifvogel aus der Familie der Habichtartigen (Accipitridae). Wie viele andere neuguineische Vogelarten ist auch diese Weihe nur wenig erforscht, ihre Lebensweise wurde erst in jüngster Zeit detaillierter beschrieben. Als eine der größten Arten ihrer Gattung frisst sie vor allem bodenbewohnende Vögel und Kleinsäuger. Sie brütet von April bis Mai in einem Bodennest, das sie in hohem Gras oder in Zuckerrohrfeldern baut.
Ihr vermutetes Verbreitungsgebiet umfasst den Großteil Neuguineas mit Ausnahme der Vogelkop-Halbinsel, des Owen-Stanley-Gebirges und des südwestlichen Tieflandes. Der Gesamtbestand der Papuaweihe wird auf 3600 Vögel geschätzt, die Art ist vermutlich durch Brandrodung und die Klimaerwärmung bedroht.

## Merkmale

### Aussehen und Körperbau
Die Papuaweihe ist eine verhältnismäßig große und schwere Weihe. Sie zeigt einen deutlichen Geschlechtsdimorphismus hinsichtlich Größe und Färbung, wobei das Weibchen größer und schwerer als das Männchen ist. Zur Papuaweihe liegen nur sehr wenige Daten vor, die angegebenen Maße stammen von wenigen Individuen und sind somit nur wenig repräsentativ.
Männchen erreichen eine Flügellänge von rund 380 mm sowie eine Schwanzlänge von 214–224 mm. Der männliche Tarsus hat eine Länge von 84–84 mm. Die Flügellänge des Weibchens liegt zwischen 388 und 418 mm; sein Schwanz wird etwa 225 mm lang. Der Tarsus des Weibchens misst 90–92 mm. Daten zum Gewicht der Vögel liegen nicht vor; anhand der Eigröße wurde die Körpermasse des Weibchens auf rund 890 g geschätzt, womit die Papuaweihe die größte und schwerste Vertreterin ihrer Gattung wäre.
Männliche Papuaweihen zeigen zwei Morphen: Eine melanistische Morphe, die durch fast gänzlich schwarzes Gefieder charakterisiert ist und vor allem im Tiefland auftritt, und eine hellere Morphe mit mehr Weiß- und Grauanteilen, die mit rund 80 % aller Individuen die häufigere Variante darstellt und in Höhen über 1500 m noch stärker dominiert. Melanistische Männchen sind fast vollständig schwarz, mit Ausnahme der grauen Schwanzfedern, einem schmalen weißen Fleck an der Basis der Handschwingen sowie in seltenen Fällen helleren Stricheln an Kopf und Brust. Die hellere Morphe zeigt demgegenüber eine hellgraue oder weiße Unterseite, die unterschiedlich stark dunkel gestrichelt ist. Diese Strichelung nimmt zum Kopf hin an Intensität und Dichte zu, sodass der Kopf dunkler als der Rest des Körpers wirkt. Die Unterseiten der Flügel sind weiß, lediglich der Schwingenrand und die Spitzen der Handschwingen sind schwarz gefärbt. Auf der Rumpfoberseite herrscht schwarz vor, davon heben sich jedoch der weiße Bürzel und stellenweise helle Strichel am Kopf ab. Die Armschwingen und Schwanzfedern sind grau, die Spitzen der Arm- und Handschwingen deutlich schwarz gebändert. Auf der Oberseite sind Armschwingen, innere Handschwingen sowie die Handdecken und die inneren Ränder der Armdecken grau gefärbt; damit kontrastiert der dünne schwarze Rand von Schwingen und Flügeldecken. Der Daumenfittich und die restliche Oberseite sind einheitlich schwarz.
Die Weibchen hingegen sind überwiegend braun und beige und ähneln stark denen der Sumpfweihe (C. approximans). Die Unterseite des Körpers und die Unterflügeldecken sind auf cremefarbenem Grund rötlich gestrichelt, wobei die Strichel vom Hals bis zu den Hosen, dem Gefieder am Bein, reichen. Der gattungstypische Gesichtsschleier ist dicht, dunkel und radial gestrichelt und hebt sich dadurch deutlich vom Rest des Gefieders ab. Die Körperoberseite ist einheitlich dunkelbraun, manchmal zeigt das Weibchen am Kopf weiße Strichel. Der Schwanz ist auf grauem Grund dunkel gebändert, ebenso wie die Unterseiten der Armschwingen. Die Basis der Handschwingen ist heller gefärbt und eher schwach gebändert. Die äußersten Spitzen der Handschwingen sind beidseitig schwarz. Die Flügeloberseite ist grau, mit Ausnahme der dunkelbraunen kleinen und mittleren Armdecken. Die Schwingen und großen Armdecken zeigen auf der Oberseite einen dunklen Rand. Die Schwarzfärbung der Handschwingen beschränkt sich beim Weibchen auf die äußersten Spitzen.
Juvenile Vögel beiden Geschlechts ähneln adulten Weibchen, weisen jedoch an Kopf und Rücken helle Strichel auf. Der Schnabel ist unabhängig vom Alter schwarz, auch die gelben bis hellgelben Beine sind sowohl juvenilen als auch adulten Vögeln gemein. Die Iris ist bei adulten Vögeln gelb, bei jungen Tieren ist sie dunkler bis hin zu braun.

### Flugbild
Die Papuaweihe jagt in tiefem, gaukelnden Gleitflug mit zum V gewinkelten Flügeln und Blick nach unten über dichter, flächiger Vegetation; oft lässt sie dabei auch ein oder beide Beine hängen. Daneben segelt sie auch manchmal in größerer Höhe mit waagrecht ausgebreiteten Flügeln. Darüber hinaus vollführt die Papuaweihe während der Paarungszeit auffällige Balzflüge, die durch Auf- und Abschwünge in großer Höhe und anschließenden spiraligen Abstürzen gekennzeichnet sind. Im Vergleich zu anderen Weihen zeigt sie jedoch weniger Agilität im Flug, was wahrscheinlich durch ihren verhältnismäßig kräftigen Körperbau bedingt ist.
Im Feld sind vor allem die langen, schlanken Flügel und der schmale Schwanz wichtige Erkennungsmerkmale.

## Verbreitung und Wanderungen

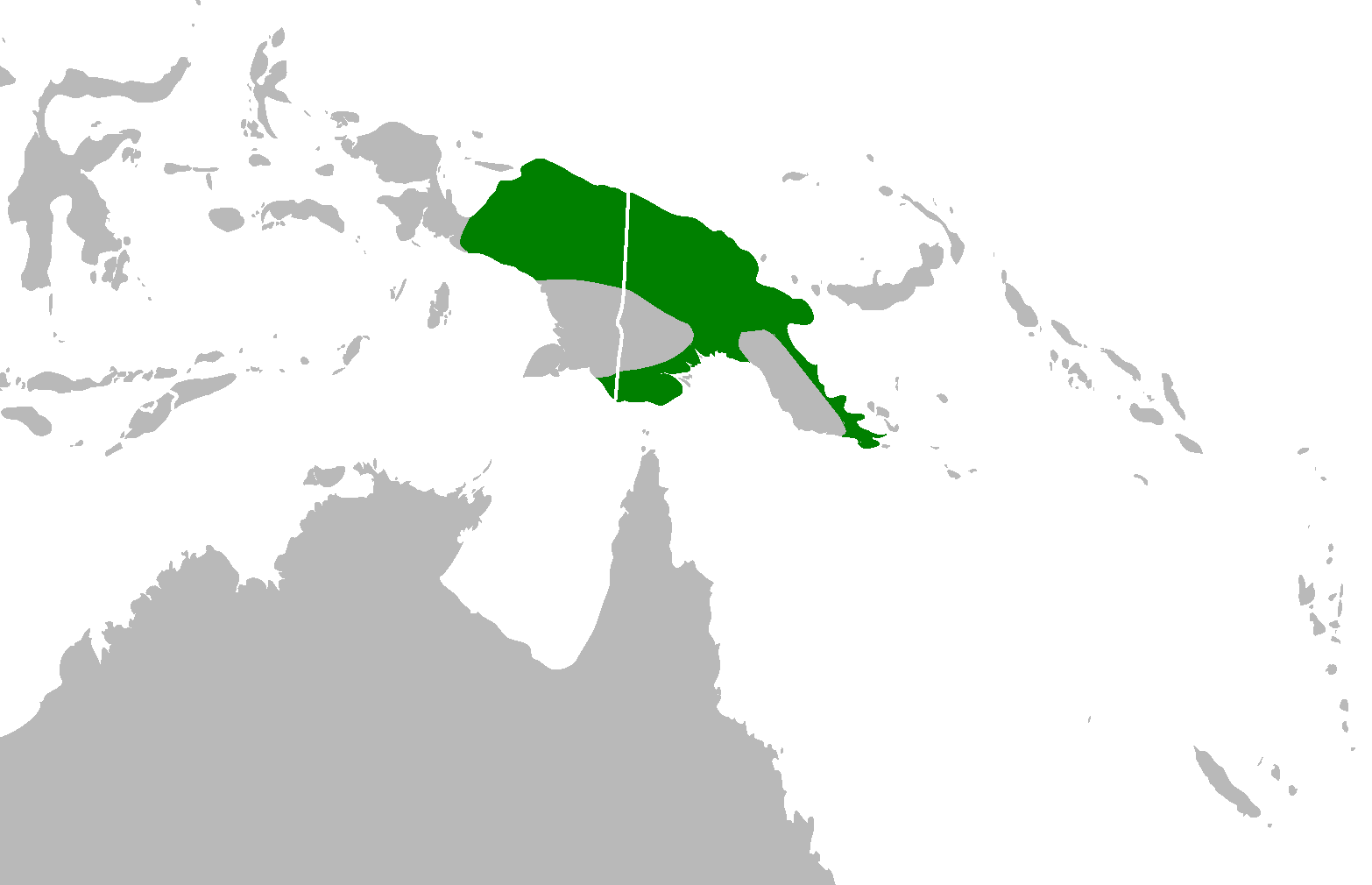
Vermutetes Verbreitungsgebiet der Papuaweihe

Die Verbreitung der Papuaweihe ist auf Neuguinea beschränkt, womit die Art die einzige ihrer Gattung ist, die ausschließlich in der Äquatorregion vorkommt. Zum genauen Verbreitungsgebiet finden sich unterschiedliche Angaben; lediglich der Nordostteil der Insel wird bei allen Autoren als Teil des Verbreitungsgebiets angegeben. Im Owen-Stanley-Gebirge, im Südwesten Neuguineas und auf der Vogelkop-Halbinsel fehlt die Papuaweihe offenbar. Während der Trockenzeit von April bis September zieht ein Großteil der Population ins Hochland, um während der Regenzeit wieder tiefere Lagen aufzusuchen. In den Tiefebenen um Kurik fehlt die Papuaweihe während der Trockenzeit vollständig. Aus dem Norden Australiens werden immer wieder einzelne Sichtungen gemeldet, möglicherweise hat die Papuaweihe auch schon erfolgreich am Kap York gebrütet.

## Lebensraum
Die Papuaweihe bewohnt vor allem weite, offene und feuchte Gebiete, etwa Uferwiesen, Grasland, Sümpfe, Moore oder Zuckerrohrplantagen bis in 3800 m Höhe. Sie fehlt in Waldgebieten.

## Verhalten

### Jagd und Ernährung

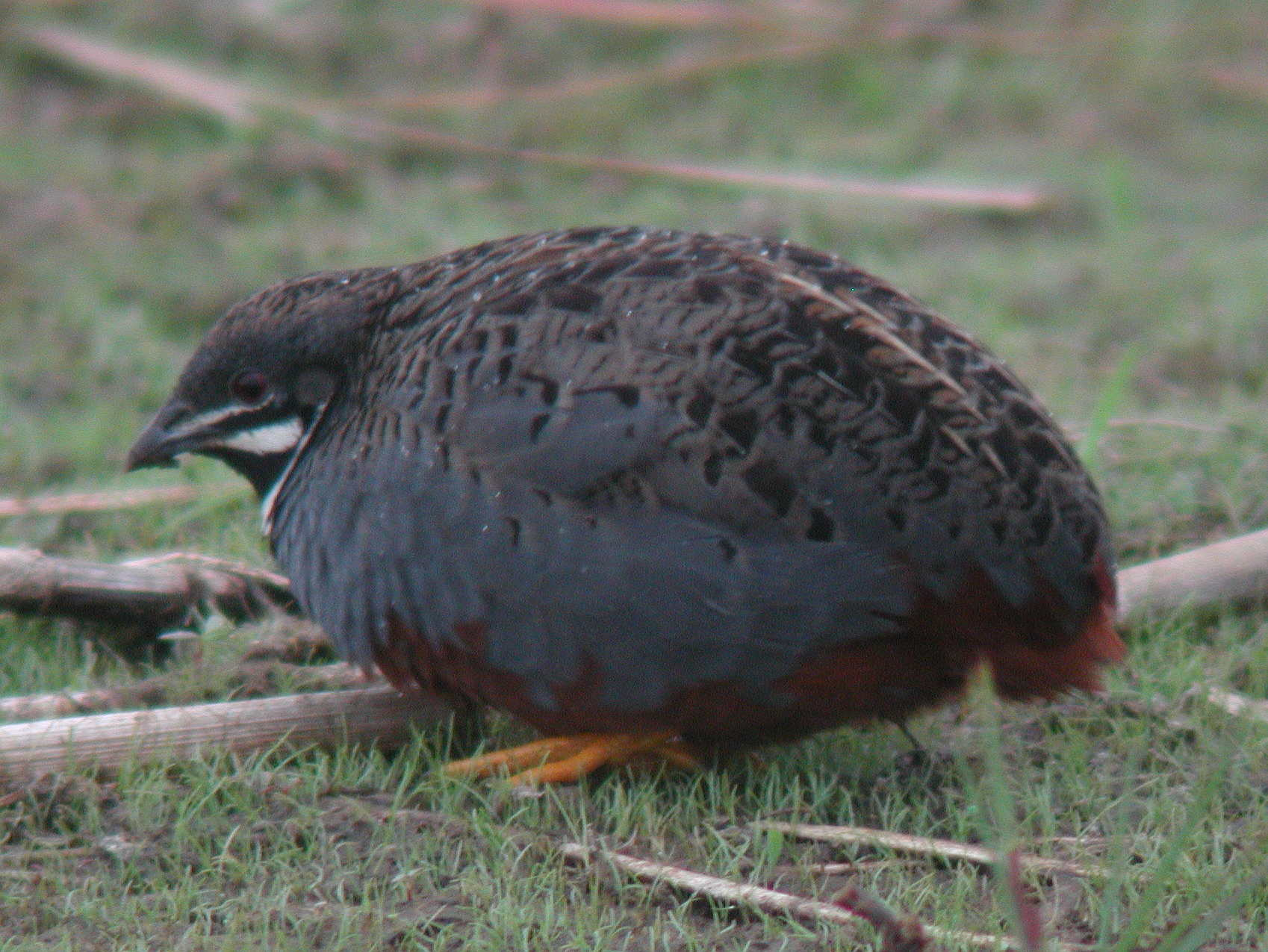
Bodenbewohner wie die Zwergwachtel (Coturnix chinensis) werden häufig von der Papuaweihe geschlagen

Der größte Teil der Nahrung der Papuaweihe besteht aus Vögeln. Darunter werden vor allem Erdwachteln (Coturnix) und andere bodenbewohnende Vögel wie Krickrallen (Rallus pectoralis) erbeutet. Kleine Sperlingsvögel wie Mohrenschwarzkehlchen (Saxicola caprata) sind für die Papuaweihe deutlich schwerer zu erjagen, finden sich aber ebenfalls in Gewöllen und Nestern. Säugetiere machen einen geringeren Teil der Beute aus, dabei handelt es sich vorwiegend um Ratten (Rattus). Daneben finden sich auch vereinzelt Amphibien in der Beute.
Häufig werden Papuaweihen zusammen mit Schwarzmilanen (Milvus migrans) an Fronten von Flurbränden beobachtet, wo sie aus der Vegetation flüchtenden Vögeln und Kleinsäugern nachstellen. Dabei stoßen sie aus etwa vier bis fünf Metern Höhe auf die Beute herab, während die meisten anderen Weihenarten meist in geringerer Höhe jagen und ihrer Beute mit schnellen Flugmanövern zu erjagen versuchen. Diese eher untypische Jagdweise der Papuaweihe ist wahrscheinlich ihrer Größe und ihrem Gewicht geschuldet, die sie weniger wendig als andere Arten machen. Erbeuteten Tieren wird meist auf einer Sitzwarte oder am Boden der Kopf abgebissen, bevor sie gefressen oder verfüttert werden.

### Sozialverhalten
Zum Sozialverhalten der Art liegen nur wenige Erkenntnisse vor. Als gesichert gilt, dass sich die Vögel, wie auch bei anderen Arten der Gattung beobachtet, gelegentlich zu Gruppen zusammenfinden, in denen sie in geringem Abstand voneinander schlafen und ihre Beute verzehren. Das Brutgeschäft findet jedoch nicht in Kolonien statt.

### Fortpflanzung und Brut
Wie die meisten anderen Weihen zeigen männliche Papuaweihen Schauflüge in großer Höhe, die aus einigen wenigen sinusförmigen Auf- und Abschwüngen bestehen; allerdings fliegen sie dabei deutlich langsamer als andere Arten. Auf dem Gipfel eines jeden Aufschwungs stößt das Männchen einen Ruf aus; anschließend stürzt es trudelnd auf den Nistplatz zu, wobei ihm das Weibchen folgt.
Die Papuaweihe brütet während der Trockenzeit von Anfang April bis etwa Mitte Mai. Das Nest ist rund oder oval und besteht aus einer losen Anordnung von Zweigen, Blättern oder Schilf. Es hat eine Tiefe von rund 25 cm und einen Durchmesser von 50 bis 75 cm und wird in hoher Vegetation, meist nahe an Wasserflächen oder in Zuckerrohrfeldern gebaut.
Die Eier der Papuaweihe sind weiß. Bisher wurden insgesamt drei Nester untersucht, wobei sich in zweien davon drei Küken, im dritten zwei Eier befanden. Ein vermessenes Ei maß 49 × 43 mm. Das bislang einzige beobachtete Brutpaar begann Ende März mit dem Nestbau und der Paarung, am 10. Mai fanden sich zwei Nestlinge und ein Ei im Nest, wobei die Eier wahrscheinlich Anfang April gelegt wurden. Die Zeit bis zum Schlüpfen der Jungen wird auf 31 Tage geschätzt.

## Systematik
Die systematische Stellung der Papuaweihe ist seit geraumer Zeit unklar und unterlag in der Vergangenheit mehrfach Revisionen und Änderungen. Zunächst wurde sie, wie auch andere Feuchtgebiete bewohnende Weihen, als Unterart der europäischen Rohrweihe (C. aeruginosus) behandelt. Mit der Aufspaltung dieses Taxons Ende der 1980er Jahre in vier eigenständige Arten – Rohrweihe, Sumpfweihe (C. approximans), Réunionweihe (C. maillardi) und Mangroveweihe (C. spilonotus) – wurde die Papuaweihe als Unterart der Mangroveweihe betrachtet. Zwar ähnelt sie dieser im Gefieder, jedoch sind die Verbreitungsgebiete räumlich voneinander getrennt. Einige Autoren stellten die Papuaweihe deshalb zur Sumpfweihe, aber auch diese Sichtweise fand keine allgemeine Anerkennung. Mittlerweile wird sie von den meisten Autoren, darunter James Ferguson-Lees, als eigene Art anerkannt, wobei diese einer Einschätzung von Robert Simmons von 2000 folgen. Simmons behandelt die Papuaweihe jedoch in seinen jüngsten Arbeiten als Unterart der Mangroveweihe. Ergebnisse von DNA-Analysen, die möglicherweise neue Erkenntnisse zum Status des Taxons liefern könnten, stehen bisher noch aus.

## Bestand und Gefährdung
Der Bestand der Papuaweihe wurde 2009 anhand von kleinräumigen Bestandszählungen und Reviergrößen auf je maximal 3600 Vögel und 740 Brutpaare geschätzt.
In Neuguinea stellen Buschfeuer eine große Bedrohung für die Nester der Papuaweihe dar, zumal diese in der Trockenzeit systematisch zur Flächenrodung gelegt werden und die Gelege der Papuaweihe zerstören. Durch die aufgrund regionaler Klimaerwärmung häufiger werdenden Trockenphasen steigt diese Gefährdung derzeit. Simmons und Legra nahmen 2009 eine Einstufung der Papuaweihe als „gefährdet“ vor. Da jedoch der Artstatus der Papuaweihe bisher nicht durch DNA-Analysen belegt werden konnte, akzeptierte BirdLife International diesen Vorschlag nicht. Von der IUCN wird die Art nach einem Bericht von BirdLife International aus dem Jahr 2016 als „nicht gefährdet“ eingestuft. Der Peregrine Fund hingegen klassifiziert den Bestand als „vulnerable“.

## Verweise